# Khaled Bicharastadion
Het Khaled Bicharastadion (Egyptisch-Arabisch: ستاد خالد بشارة), is een multifunctioneel stadion in El Gouna, een stad in Egypte. Tot 2020 heette het stadion El Gouna Stadion, maar in 2020 werd het stadion hernoemd naar de eerder dat jaar overleden Egyptische zakenman Khaled Bichara (1971-2020).
In het stadion is plaats voor 12.000 toeschouwers (een andere bron spreekt van 14.000 toeschouwers). Het werd gerenoveerd in 2009. In het seizoen ervoor promoveerde de thuisclub naar een hogere divisie waardoor een uitbreiding van het stadion nodig was om de thuiswedstrijden in dit stadion te kunnen blijven spelen.
Het stadion wordt vooral gebruikt voor voetbalwedstrijden, de voetbalclub El Gouna FC maakt gebruik van dit stadion. Ook het Egyptische voetbalelftal speelde twee keer een internationale wedstrijd in dit stadion.

## Internationale wedstrijden
| No. | Datum             | Wedstrijd        | Uitslag | Toernooi                     |                  |
| --- | ----------------- | ---------------- | ------- | ---------------------------- | ---------------- |
| 1.  | 14 augustus 2013  | Egypte – Oeganda | 3–0     | Vriendschappelijk            | Onderlinge duels |
| 2.  | 10 september 2013 | Egypte – Guinee  | 4–2     | Kwalificatie WK voetbal 2014 | Onderlinge duels |